# Halocynthia turboga
Halocynthia turboga is een zakpijpensoort uit de familie van de Pyuridae. De wetenschappelijke naam van de soort is voor het eerst geldig gepubliceerd in 1929 door Oka.